# Europarlamentari pentru Letonia 2004-2009
Această listă este o listă a membrilor Parlamentul European for Letonia in the 2004 to 2009 sesiunea, aranjați după nume. Vezi Parlamentul European election, 2004 (Letonia) for election results.
- Georgs Andrejevs, Letonian Way (Alianța Liberalilor și Democraților pentru Europa)
- Valdis Dombrovskis, New Era Party (Partidul Popular European)
- Guntars Krasts, Fatherland and Freedom Party (Uniunea pentru Europa Națiunilor)
- Ģirts Valdis Kristovskis, Fatherland and Freedom Party (Uniunea pentru Europa Națiunilor)
- Aldis Kušķis, New Era Party (Partidul Popular European)
- Rihards Pīks, People's Party (Partidul Popular European)
- Inese Vaidere, Fatherland and Freedom Party (Uniunea pentru Europa Națiunilor)
- Tatjana Ždanoka, For Human Rights in United Letonia (Greens–EFA)
- Roberts Zīle, Fatherland and Freedom Party (Uniunea pentru Europa Națiunilor)

*2004